# دورال‌اوشاغی (کوزان)
دورال‌اوشاغی (به ترکی استانبولی: Duraluşağı) یک منطقهٔ مسکونی در ترکیه است که در قوزان (ترکیه) واقع شده‌است.